# Christian Meurer (Rechtswissenschaftler)
Christian Meurer (* 20. Januar 1856 in Camberg; † 6. März 1935 in Würzburg) war ein deutscher Staats- und Kirchenrechtler.

## Wissenschaftliche Arbeit
Christian Meurer studierte 1876 bis 1880 Philosophie in Bonn und Freiburg. Während seiner Studienzeit wurde er 1876 Mitglied der katholischen Studentenverbindung KDStV Hercynia Freiburg im Breisgau im CV. Nach philologischem Staatsexamen und Promotion 1880 begann er ein Jurastudium, 1882 promovierte er auch in dieser Disziplin und legte sein Referendarexamen ab. Anschließend arbeitete er bis 1885 als Hauslehrer am Hof des Fürsten Hatzfeldt-Trachenberg in Schlesien. 1885 habilitierte Meurer in Breslau und lehrte dort als Privatdozent Kirchenrecht, Rechtsphilosophie, Rechtsenzyklopädie und Völkerrecht. 1888 wechselte er zunächst als außerordentlicher, ab 1891 als ordentlicher Professor für katholisches Kirchenrecht und Völkerrecht nach Würzburg, wo er bis zu seiner Emeritierung 1926 lehrte. Zu seinen Studierenden an der Rechts- und staatswissenschaftlichen Fakultät in Würzburg gehörte der aus Ludwigshafen am Rhein gebürtige, spätere Generalstaatsanwalt von Sachsen-Anhalt in den Jahren 1946 bis 1952, Werner Fischl.
1902 und 1925 war Meurer jeweils Rektor der Julius-Maximilians-Universität.

## Politisches Wirken
1907 bis 1918 vertrat Christian Meurer die Würzburger Universität im unterfränkischen Landtag, ab 1909 gehörte er der Disziplinarkammer in Bamberg an. 1922 bis 1925 war er Sachverständiger für Völkerrecht in einem Unterausschuss des Untersuchungsausschusses des Reichstages für die Überprüfung der Kriegsverbrechen im Ersten Weltkrieg. Vier Gutachten fertigte er in dieser Funktion an. 1923 wurde Meurer Richter am Staatsgerichtshof für das Deutsche Reich. Im Oktober 1925 war er Delegierter des Auswärtigen Amtes bei der Internationalen Rotkreuzkonferenz in Genf.

## Wirkung
Bereits vor dem Ersten Weltkrieg nahm Meurer mit seinen kirchenrechtlichen Arbeiten Einfluss auf das bayerische Kirchengesetzgebung. Ab 1900 trat er verstärkt als Völkerrechtler hervor, mit besonderem Augenmerk auf das Kriegsvölkerrecht und die damals neue Haager Landkriegsordnung. Sein 1905 und 1907 erschienenes zweibändiges Werk über die Haager Friedenskonferenz war die erste rechtswissenschaftliche Nachbetrachtung dieses Ereignisses von größerem Umfang. Anders als die meisten deutschen Völkerrechtler seiner Zeit begrüßte Meurer grundsätzlich die Ergebnisse der Konferenz. Den Friedensvertrag von Versailles kritisierte er allerdings scharf. Entsprechend verneinte er in seinen Gutachten für den Parlamentsausschuss eine deutsche Kriegsschuld entschieden. In seiner 1927 vom Untersuchungsausschuss des Reichstags herausgegebenen Schrift Der belgische Volkskrieg leugnete er die Verbrechen der deutschen Armee in Belgien und unterstellte massenhafte Kampfhandlungen der belgischen Zivilbevölkerung gegen die deutschen Besatzer.
Seine Geburtsstadt Bad Camberg hat Christian Meurer zum Ehrenbürger ernannt.